# Il fantasma dell'Opera (film 1962)
Il fantasma dell'opera (The Phantom of the Opera) è un film del 1962 diretto da Terence Fisher.

## Trama
Il film narra della misteriosa presenza di un fantasma in un teatro londinese. Tutto comincia con la prima di un'opera lirica che narra delle vicende di Giovanna d'Arco, quando l'impresario del teatro comincia a sospettare che nell'edificio vi sia una strana e ostile presenza. Questa non è altro che un compositore dal volto sfigurato che tenta di proteggere e di far arrivare al successo una giovane cantante di nome Christine Charles. Quando Christine scompare, l'impresario si mette alla sua ricerca.

## Critica
Alla sua uscita il film non ebbe molto successo e scontentò gli appassionati del cinema horror, rivelandosi il primo, temporaneo insuccesso del regista in questo genere cinematografico. Ad un attento sguardo retrospettivo non sfuggono tuttavia i momenti indovinati nei quali è presente tutto il talento di Fisher (come ad esempio la scena durante la quale il fantasma assiste commosso al canto della sua protetta e il finale).